# بافلو إيششينكو
بافلو إيششينكو (بالأوكرانية: Іщенко Павло Олегович)‏ (مواليد 30 أبريل 1992) هو ملاكم إسرائيلي، مثّل بلاده في الألعاب الأولمبية الصيفية 2012.

## روابط خارجية
بافلو إيششينكو على موقع بوكس ريك (الإنجليزية) (registration required)
- بافلو إيششينكو على موقع اللجنة الأولمبية الدولية (الإنجليزية)
- بافلو إيششينكو على موقع أوليمبيديا (الإنجليزية)